# Roseau megye
Roseau megye az Amerikai Egyesült Államokban, azon belül Minnesota államban található. Megyeszékhelye és legnagyobb városa Roseau. Lakosainak száma 15 331 fő (2020. április 1.). Roseau megye Lake of the Woods, Kittson, Marshall és Beltrami megyékkel határos.

## Népesség
A megye népességének változása:
| Lakosok száma | 15 557 | 15 517 | 15 505 | 15 520 | 15 770 | 15 331 |
|               | 2010   | 2011   | 2012   | 2013   | 2015   | 2020   |